# Muzeum Oscara Niemeyera
Muzeum Oscara Niemeyera (port. Museu Oscar Niemeyer) – muzeum w Kurytybie, zaprojektowane przez brazylijskiego architekta Oscara Niemeyera.
Muzeum zostało otwarte 22 listopada 2002 roku. Ponad 7000 obiektów w kolekcji obejmuje tematykę sztuk wizualnych, architektury i designu. Budynek wkomponowany jest w ogród zaprojektowany przez przyjaciela Oscara Niemeyera, Roberto Burle Marxa.
Muzeum prowadzi działalność wystawienniczą i edukacyjną.
Początkowo budynek nosił nazwę Nowe Muzeum, jednak ze względu na swój wygląd, muzeum nazywane jest Museu do Olho lub Okiem Niemeyera, a od 2003 roku nosi nazwę z imieniem swojego projektanta.
W 2018 w muzeum odbyła się wystawa Design Dialogue: Polska – Brazylia, prezentująca prace polskich projektantów.

## Galeria

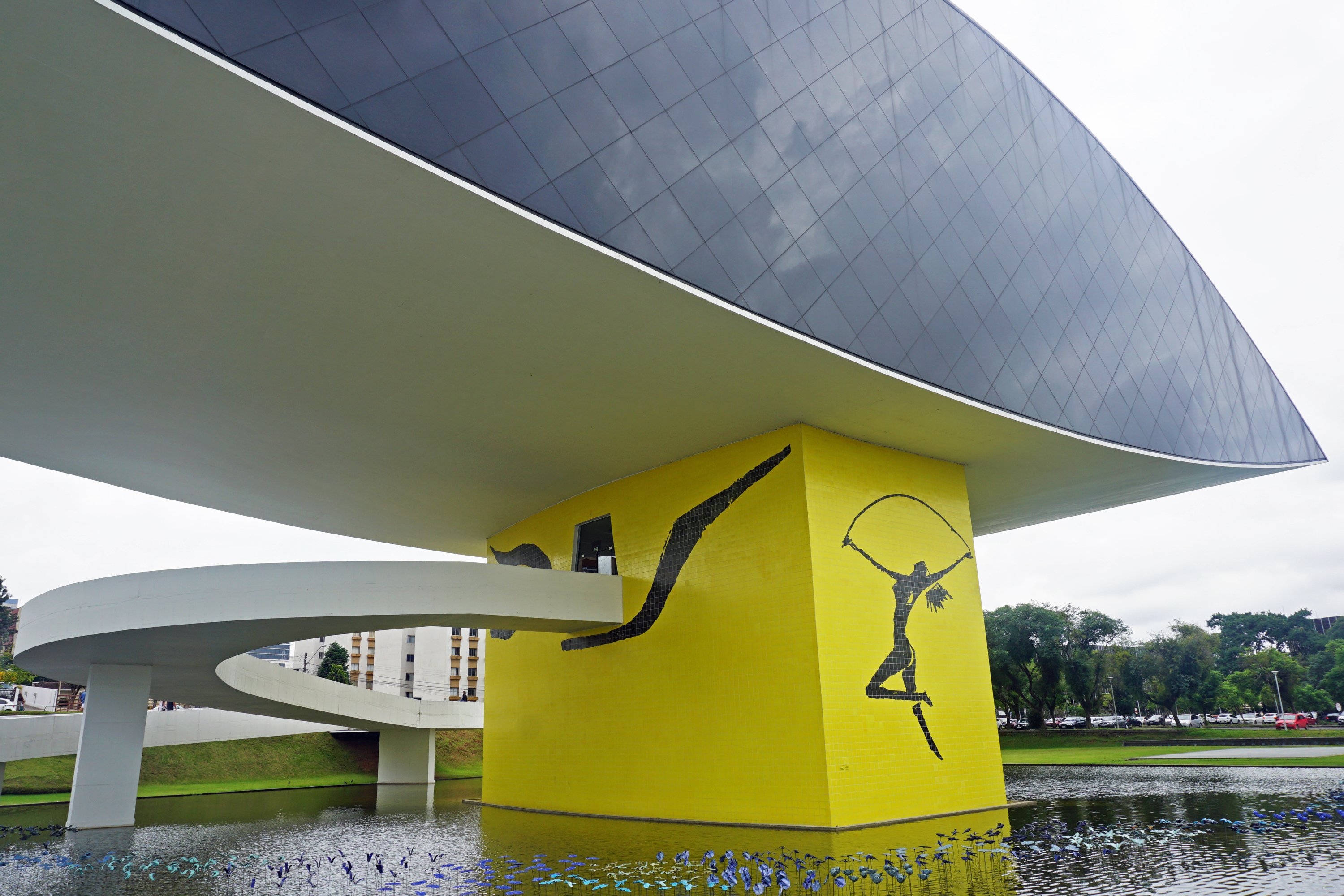
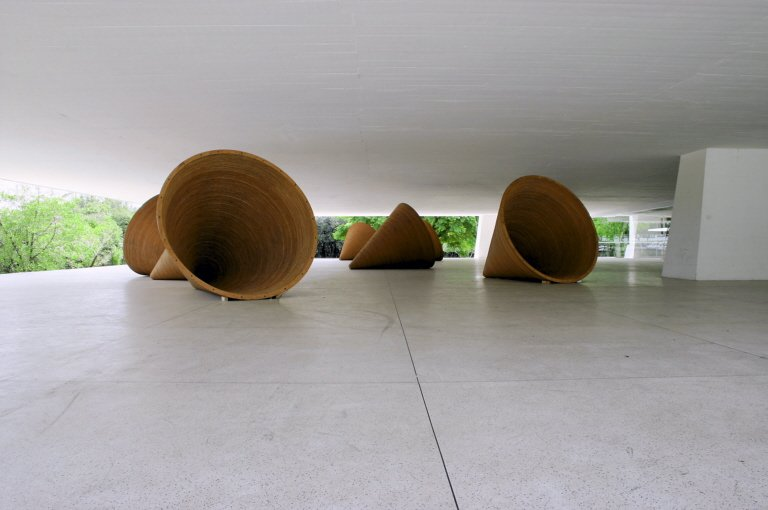
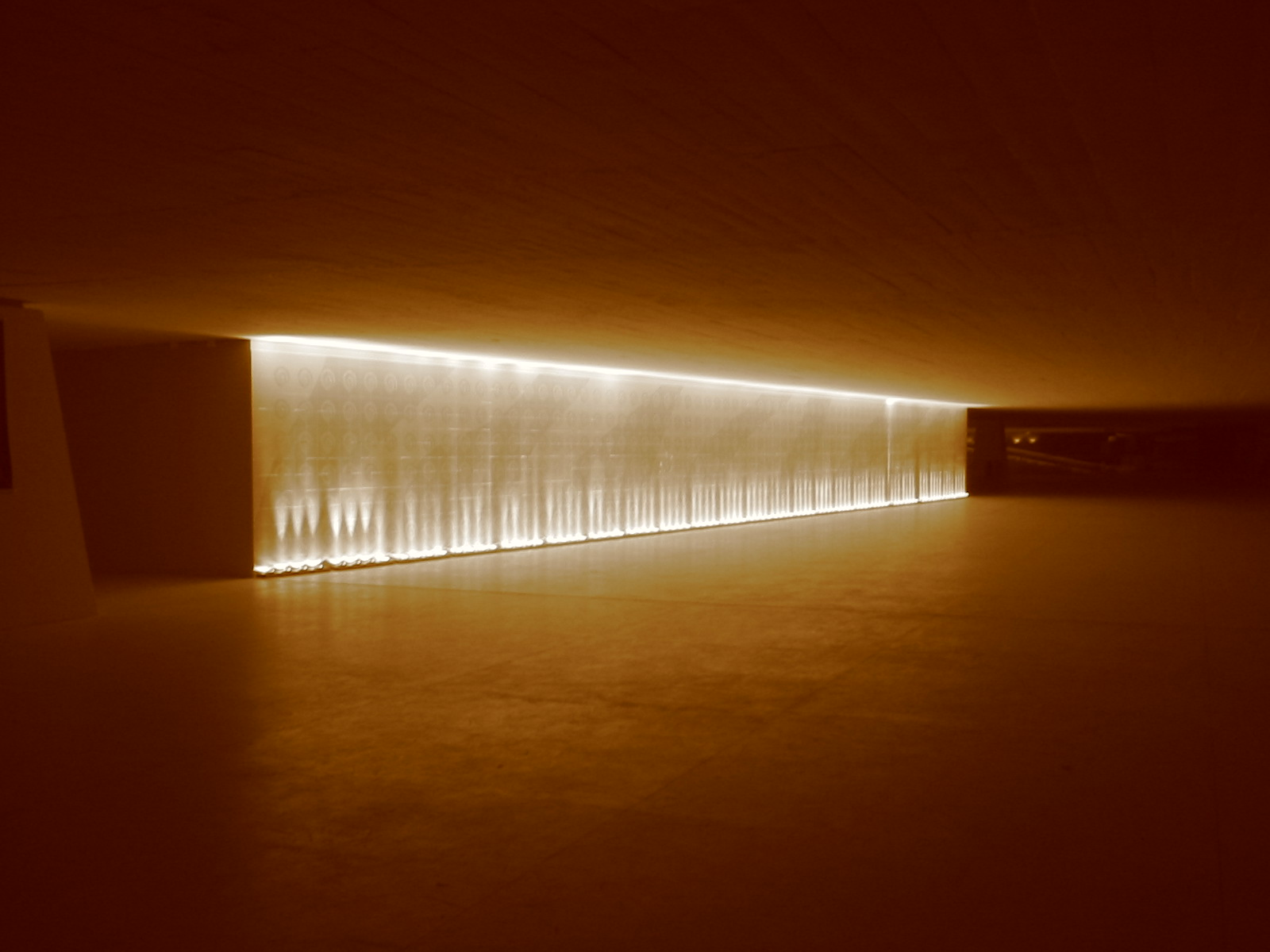
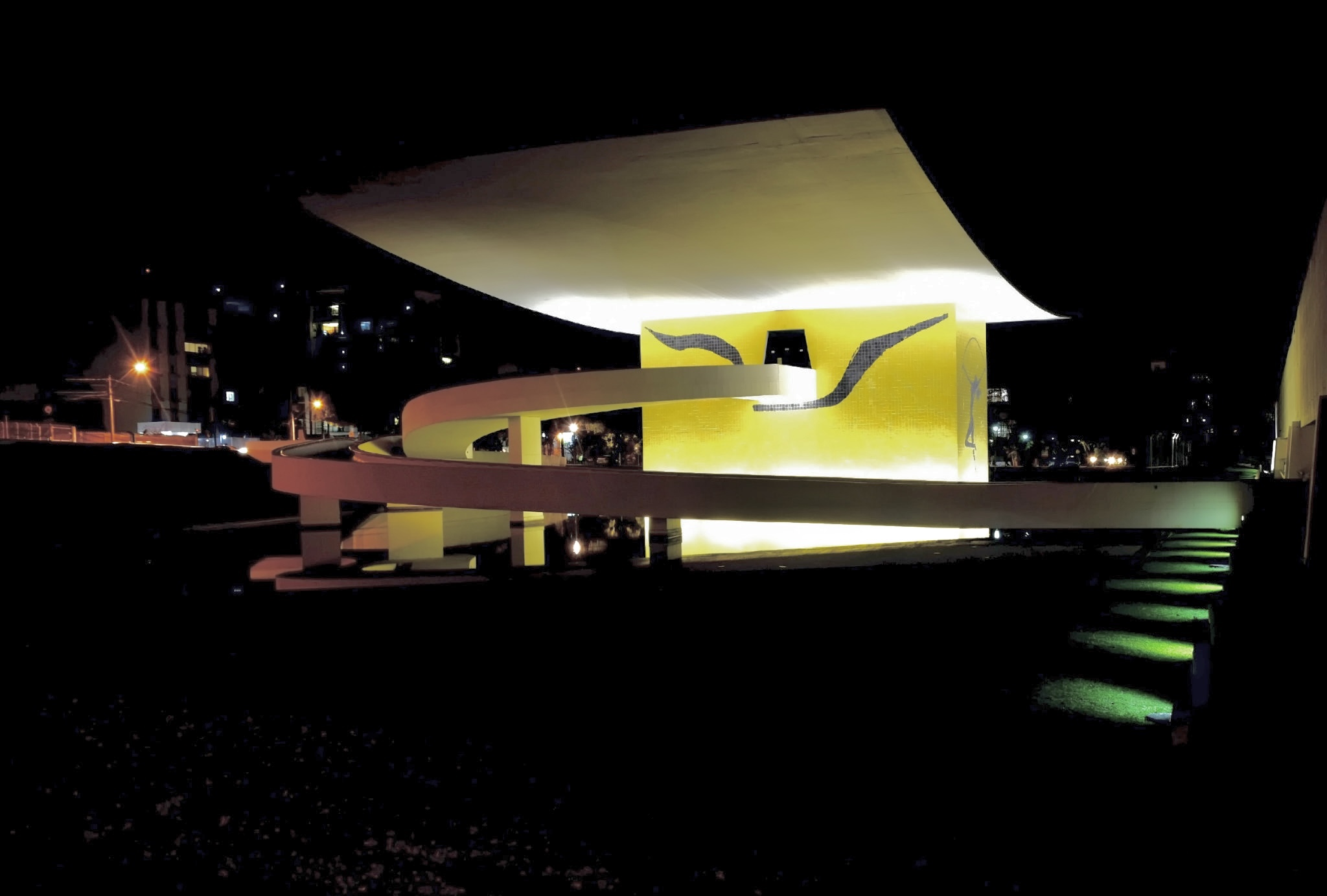
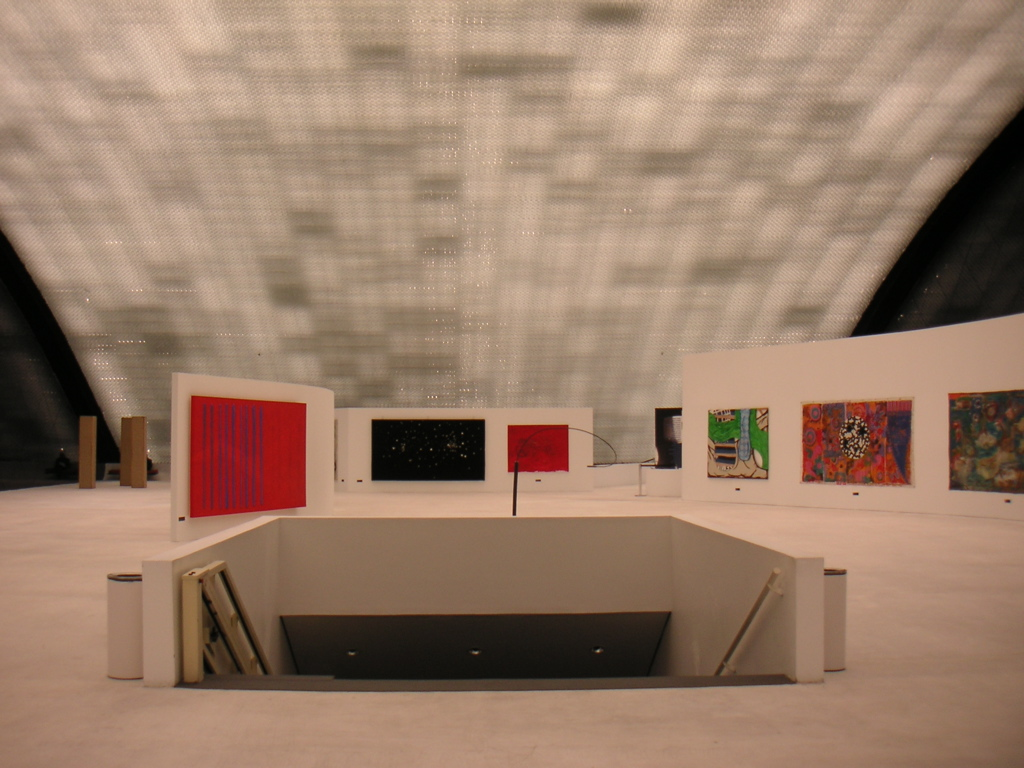